# Desfilada de la Victòria de Moscou de 1945
La Desfilada de la Victòria de Moscou de 1945 va ser una desfilada de la victòria realitzada després de la desfeta de l'Alemanya Nazi a la Gran Guerra Patriòtica. Tingué lloc a Moscou, capital de la Unió Soviètica, i principalment va ser una desfilada militar per la Plaça Roja. Se celebrà un plujós 24 de juny de 1945, poc més d'un mes després del dia de la rendició alemanya als comandants soviètics.
Els Mariscals Gueorgui Júkov (que havia acceptat la rendició alemanya a la Unió Soviètica) i Konstantín Rokossovski cavalcaren sobre un cavall blanc i negre, respectivament. El fet és commemorat per l'estàtua eqüestre de Júkov davant del Museu Històric Estatal, a la plaça Manege. Stalin presidí la cerimònia sobre el Mausoleu de Lenin.
Un dels moments més famosos va ser al final, quan diversos soldats de l'Exèrcit Roig portaren diversos estendards de l'Alemanya Nazi i els llançaren junt al Mausoleu. Un dels estendards pertanyia a la Leibstandarte Adolf Hi, tlerel cos d'escorta personal de Hitler que s'elevà fins a la mida d'una divisió.

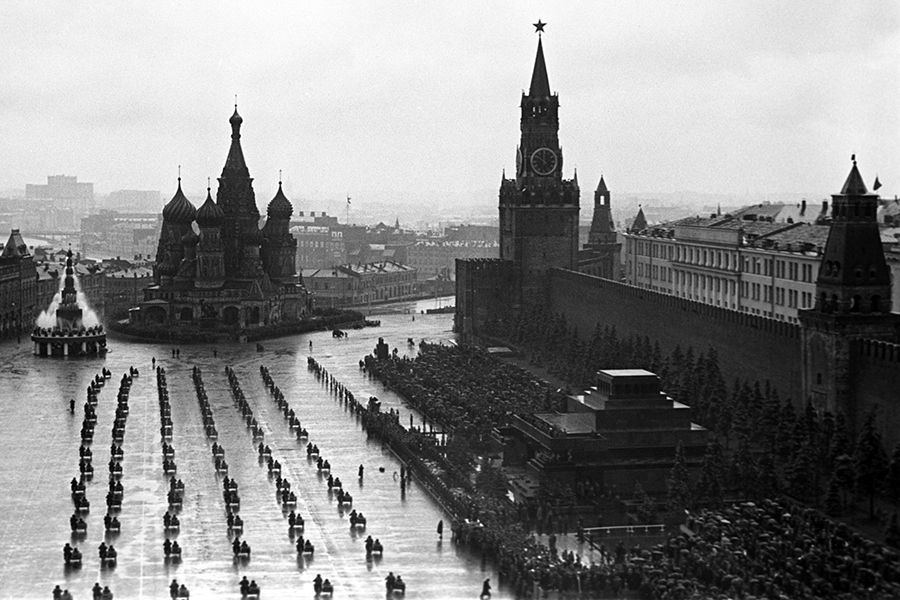
Perspectiva de la Plaça Roja
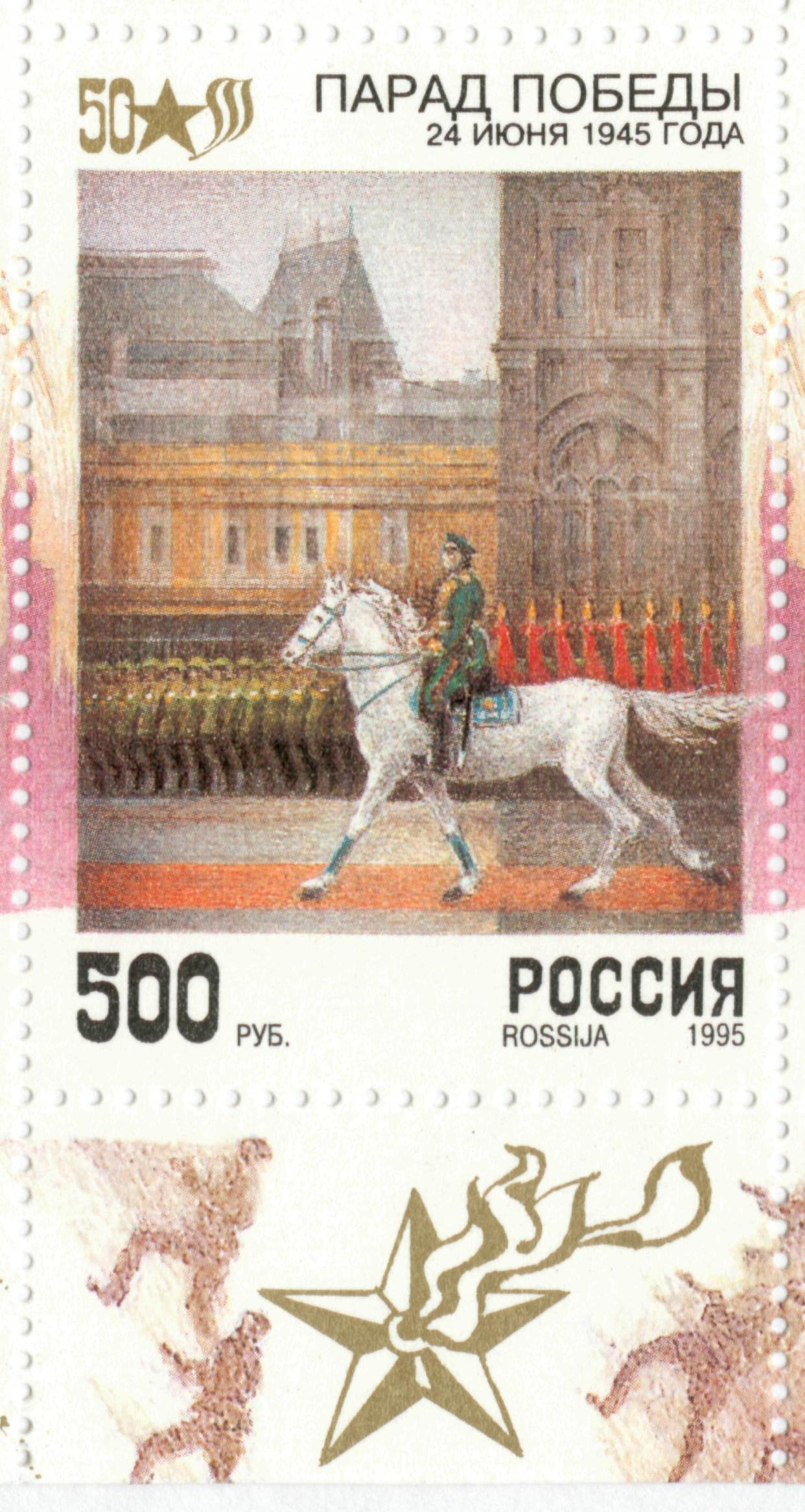
Segell commemoratiu rus de 1995